# Deering, North Dakota
Deering är en ort i McHenry County i North Dakota. Vid 2020 års folkräkning hade Deering 94 invånare.